# Mezen (rijeka)
Mezen (rus. Мезень; komijski: Mozyn, Mozyn) je rijeka u Udorskom rajonu Republike Komi i u Lešukonskom i Mezenskom rajonu Arhangelske oblasti u Rusiji. Ušće mu se nalazi u Mezenskom zaljevu Bijelog mora. Mezen je jedna od najvećih rijeka europskog dijela Rusije. Duga je 966 km, s površinom porječja od 78000 km2.

## Tok rijeke
Izvor Mezena nalazi se u Timanskom grebenu u Republici Komi, zapadno od sjevernog Uralskog gorja. Prvo teče prema jugozapadu, a zatim naglo skreće otprilike u sjeverozapadnom smjeru. Gornji tok Mezena prolazi kroz brdoviti krajolik. Mezen se ulijeva u Mezenski zaljev Bijelog mora blizu grada Mezena, odmah ispod Arktičkog kruga. Blizu ušća, rijeka Pjoza se slijeva s istoka.
Mezen je plovan ispod sela Koslan, međutim, ne postoji redovita putnička plovidba osim trajektnih prijelaza.

## Porječje
Porječje rijeke Mezen obuhvaća prostrana područja na istoku i sjeveroistoku Arhangelske oblasti i na zapadu Republike Komi. Grad Mezen, naselja urbanog tipa Usogorsk i Kamenka, kao i administrativno središte Udorskog rajona, selo Koslan, nalaze se na obalama Mezena. Administrativno središte Lešukonskog rajona, selo Lešukonskoje, nalazi se na rijeci Vaški nekoliko kilometara uzvodno od ušća Vaške u Mezen i povezano je s desnom obalom Mezena trajektom.
Glavni pritoci Mezena su Bolšaja Loptjuga (lijevi), Pysa (lijevi), Mezenskaja Pižma (desni), Sula (desni), Kyma (desni), Vaška (lijevo), Pjoza (desni) i Kimža (lijevi).

## Povijest
Područje su naseljavali Finski narodi, a zatim ga je kolonizirala Novgorodska Republika. U 13. stoljeću novgorodski trgovci već su stigli do Bijelog mora. Mezen su novgorodski trgovci koristili kao trgovačku rutu do porječja Pečore, koji je bio privlačan zbog krzna. Iz Sjeverne Dvine išli su uzvodno Pinegom i brodovima kopnom doputovali do Kuloja. Brodovi su zatim prevezeni iz Kuloya u Mezen. Riječna ruta nastavila se istočno uz Pjozu, portage i niz Ciljmu do Pečore.
Druga ruta išla je od Sjeverne Dvine uzvodno Pukšengom, zatim do Pokšenge i nizvodno do Pinege. Iz Pinege su trgovci koristili Jožugu, Zirijansku Vašku i Vašku kako bi stigli do Mezena.
Nakon pada Novgoroda, područje je postalo dio Velike Kneževine Moskovske. Prva stalna ruska naselja na rijeci Mezen spominju se tijekom 16. stoljeća: Juroma (1513.) i Kojnas (1554.). Srednji tok Mezena, približno područje današnjeg Lešukonskog rajona, bio je mjesto gdje su se ruska i komi kultura najviše miješale. U donjem toku Mezena, danas u Mezenskom rajonu, dominirali su Rusi, dok su u gornjem toku, danas u Udorskom rajonu, dominirali Komi.

## Vanjske poveznice
|  | Zajednički poslužitelj ima još gradiva o temi Mezen (rijeka) |